# Michael Gritsch
Michael Gritsch (* 20. Juni 1993 in St. Veit) ist ein österreichischer Floorballspieler. Derzeit spielt er für den KAC Floorball.

## Karriere

### KAC Floorball
Michael Gritsch begann 2008 mit dem Floorballspielen beim KAC. 2009 stand er bereits im Bundesliga-Kader. In den Jahren 2013 bis 2015 war der wuchtige Verteidiger, der auch als Stürmer eingesetzt werden kann, Kapitän des KAC Floorball.

### Nationalteam
2013 gab Gritsch sein Debüt im Nationalteam bei der 2:4-Testspielniederlage gegen Slowenien. Seine ersten Pflichtspiele im Dress der Nationalmannschaft sammelte er 2014 bei der WM-Qualifikation. Seitdem ist er fixer Bestandteil der Österreich-Auswahl.